# Michel Weyler

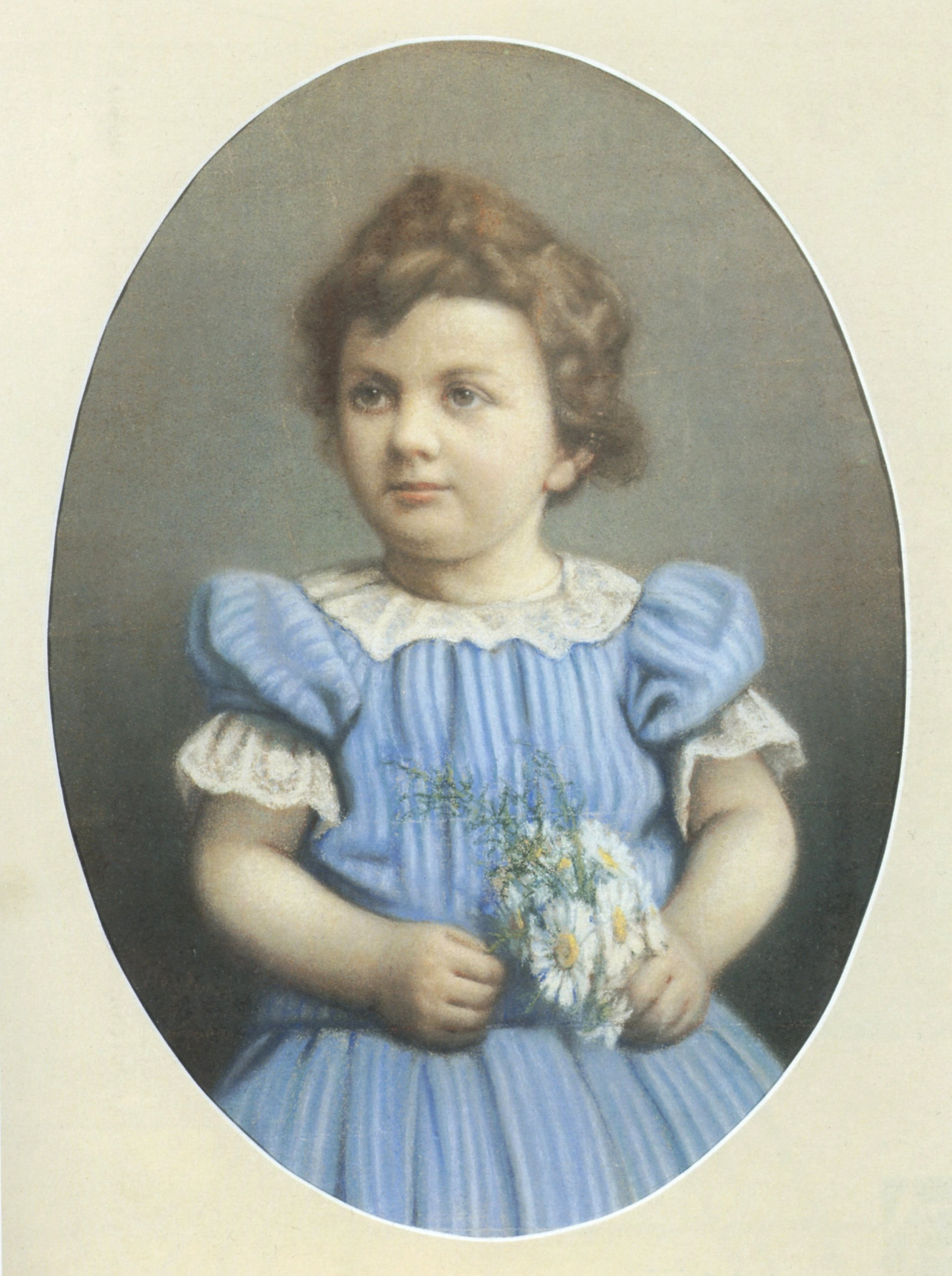
Fillette en robe bleue (1899)

Michel Weyler (Echternach, 14 april 1851 – Ettelbruck, 23 augustus 1926) was een Luxemburgs kunstschilder.

## Leven en werk
Michel Weyler was een zoon van Nicolas Weyler en Maria Anna Berscheid. Hij kreeg zijn artistieke opleiding bij Alexandre Vion in Parijs (1878-1884). Michel Weyler, zijn  broers Nicolas en Victor en zus Marguerite waren firmanten in het familiebedrijf "Gebrüder Weyler" in Echternach, dat meubels en houten beelden maakte en verkocht. In 1895 werd een nieuwe werkplaats ingericht, met zes mechanische apparaten die door stoom werden aangedreven. Het bedrijf werd in 1921 opgeheven.
Weyler schilderde landschappen, portretten en stillevens. In 1881 toonde hij op de Salon des Champs Elysées het stilleven Une Table de Cuisine, dat goed werd ontvangen. Weyler was ook als kopiist actief. In 1887 kreeg hij opdracht van de Luxemburgse regering een kopie te maken van een fresco van de dood van Jan de Blinde. In 1894 nam hij met een aantal werken deel aan de Parijse salon en toonde hij op de eerste salon van de Cercle Artistique de Luxembourg twee olieverfschilderijen. Door ziekte schilderde hij na 1894 niet meer. 
Michel Weyler overleed na een lang ziekbed, op 75-jarige leeftijd. Werk van Weyler is opgenomen in de collecties van Villa Vauban en het Musée national d'archéologie, d'histoire et d'art (MNAHA). Tijdens een tentoonstelling gewijd aan de 19e-eeuwse Luxemburgse schilderkunst (1963) werden zes van zijn werken getoond, naast dat van onder anderen Jean-Baptiste Fresez, Therese Glaesener-Hartmann, Jean-Pierre Huberty en Michel Sinner.

## Enkele werken
- 1886 Siège de Luxembourg en 1684, kopie naar Adam Frans van der Meulen. Collectie MNAHA.
- 1887 'De heroïsche dood van Jan de Blinde in de strijd bij Crecy', kopie naar een fresco van Hermann Stilke in Slot Stolzenfels.
- 1899 Fillette en robe bleue. Collectie MNAHA.

- Musée national d'archéologie, d'histoire et d'art: lkl002083